# Douglas XT-30
El Douglas XT-30 fue un entrenador avanzado diseñado por la Douglas Aircraft Company, propuesto a las fuerzas armadas estadounidenses. Nunca fue construido.

## Diseño y desarrollo
Con la intención de reemplazar al North American T-6 Texan, el XT-30 fue diseñado en 1948 para participar en una competición de la Fuerza Aérea de los Estados Unidos. El diseño tenía un motor radial Wright R-1300 de 600 kW (800 hp), montado en medio del avión, detrás de la cabina (al estilo del P-39), en un fuselaje casi cuadrado. El R-1300 impulsaba una hélice tripala por medio de un eje de extensión (eje de transmisión). El diseño del XT-30 acomodaba al piloto y al alumno en tándem, bajo una cubierta de tipo invernadero, y tenía un ala baja y recta.
Compitiendo contra el North American T-28 Trojan, el más complejo XT-30 no fue seleccionado para la producción, y no fue construido ningún aparato.

## Variantes
XBT-30
Designación inicial del proyecto.
XT-30
Designación final del proyecto.

## Especificaciones (proyectadas)
Referencia datos: Francillon, René J. McDonnell Douglas aircraft since 1920.  London : Putnam, 1979.

### Características generales
- Tripulación: Dos (alumno e instructor)
- Longitud: 11,21 m
- Envergadura: 11,07 m
- Peso máximo al despegue: 2721 kg
- Planta motriz: 1× motor radial de siete cilindros refrigerado por aire Wright R-1300 Cyclone 7.
  - Potencia: 600 kW (800 hp)

### Rendimiento
- Velocidad máxima operativa (Vno): 460 km/h
- Velocidad crucero (Vc): 306 km/h
- Alcance: 6'5 horas a 306 km/h
- Techo de vuelo: 9020 m (29 600 pies)

### Desarrollos relacionados
- T-28 Trojan

### Secuencias de designación
- Secuencia BT-_ (Aviones de Entrenamiento Básico del USAAC/USAAF, 1930-1948): ← BT-16 - BT-17 -- BT-28 - BT-30
- Secuencia T-_ (Entrenadores estadounidenses, 1948-presente): T-28 - T-29 - T-30 - T-31 - T-32 - T-33 →

### Listas relacionadas
- Anexo:Aeronaves de la Fuerza Aérea de los Estados Unidos (históricas y actuales)